# Разбитое сердце (пьеса)
«Разбитое сердце» (англ. The Broken Heart) — трагедия английского драматурга Джона Форда, впервые поставленная на сцене и опубликованная в 1633 году.
Действие пьесы происходит в античной Спарте. Оргил и Пентея любят друг друга, но брат Пентеи Итеокл выдаёт её за Бассания. Она отказывается стать любовницей Оргила, хотя и считает именно его своим настоящим мужем. В итоге Пентея сходит с ума и умирает, Оргил убивает Итеокла и погибает сам.
Исследователи видят в «Разбитом сердце» влияние учения Платона, переосмысленного в духе барокко. При этом античный мир показан Фордом заметно более убедительно, чем более ранними английскими драматургами.